# Hôtel de la Marine
Hôtel de la Marine (også kendt som Hôtel du Garde-Meubel) er en historisk bygning på Place de la Concorde i Paris, øst for rue Royale. Bygningen blev opført mellem 1757 og 1774 på det, der dengang var kendt som Place Louis XV. Hôtel de la Marine blev udført af den kongelige arkitekt Ange-Jacques Gabriel, som også udførte den identiske bygning vest for rue Royale, som i dag indeholder Hôtel de Crillon.

## Baggrund og historie
Bygningen blev sin opførelse i 1774 oprindeligt ejet helt og holdent af den franske krone. Garde-Meuble (et museum for interiørdesign) havde på daværende tidspunkt til huse i bygningen, hvis gallerier var åbne for offentligheden den første tirsdag i hver måned mellem påske og allehelgensaften. Bygningen husede også et kapel, et bibliotek, værksteder, stalde og mange lejligheder. Da regeringen under den franske revolution blev tvunget til at forlade Versailles og flytte til Tuilerierne i Paris, blev kontorerne for marineministeren oprettet i denne bygning. Fra 1789 har bygningen derfor huset marineministeriet. Under general Denis Decrès udvidedes ministeriet betydeligt, og kontorene endte med at fylde hele bygningen.
Interiøret af den franske arkitekt og designer Jacques Gondouin, inspireret af Giovanni Battista Piranesi, var et vigtigt skridt fremad i den stilistiske smag i det 18. århundrede, men fik en omfattende forandring under det andet franske kejserige, omend bygningens grands salons d'apparat og Galerie Dorée stadig er bevarede, originale elementer.
Efter Frankrigs fald i juni 1940 rykkede den nazistiske Kriegsmarine ind i bygningen, indtil de måtte forlade den på grund af Paris' stadigt dårligere strategiske beliggenhed i august 1944.
Bygningen husede de administrative ansatte i den franske flåde indtil 2015, hvor bygningen skulle igennem en omfattende renovering.